# HMS Gripen (1960)
Pour les autres navires du même nom, voir HMS Gripen.
Le HMS Gripen est le deuxième navire de la classe Draken de sous-marins de la marine royale suédoise.

## Construction et carrière
Le navire a été commandé au chantier naval de Karlskronavarvet et sa quille a été posée en 1958. Le navire a été lancé le 31 mai 1960 et mis en service le 28 avril 1962.
Il a été désarmé le 1er juillet 1982 et ferraillé en 1989 à Karlskrona.

## Galerie

HMS Gripen
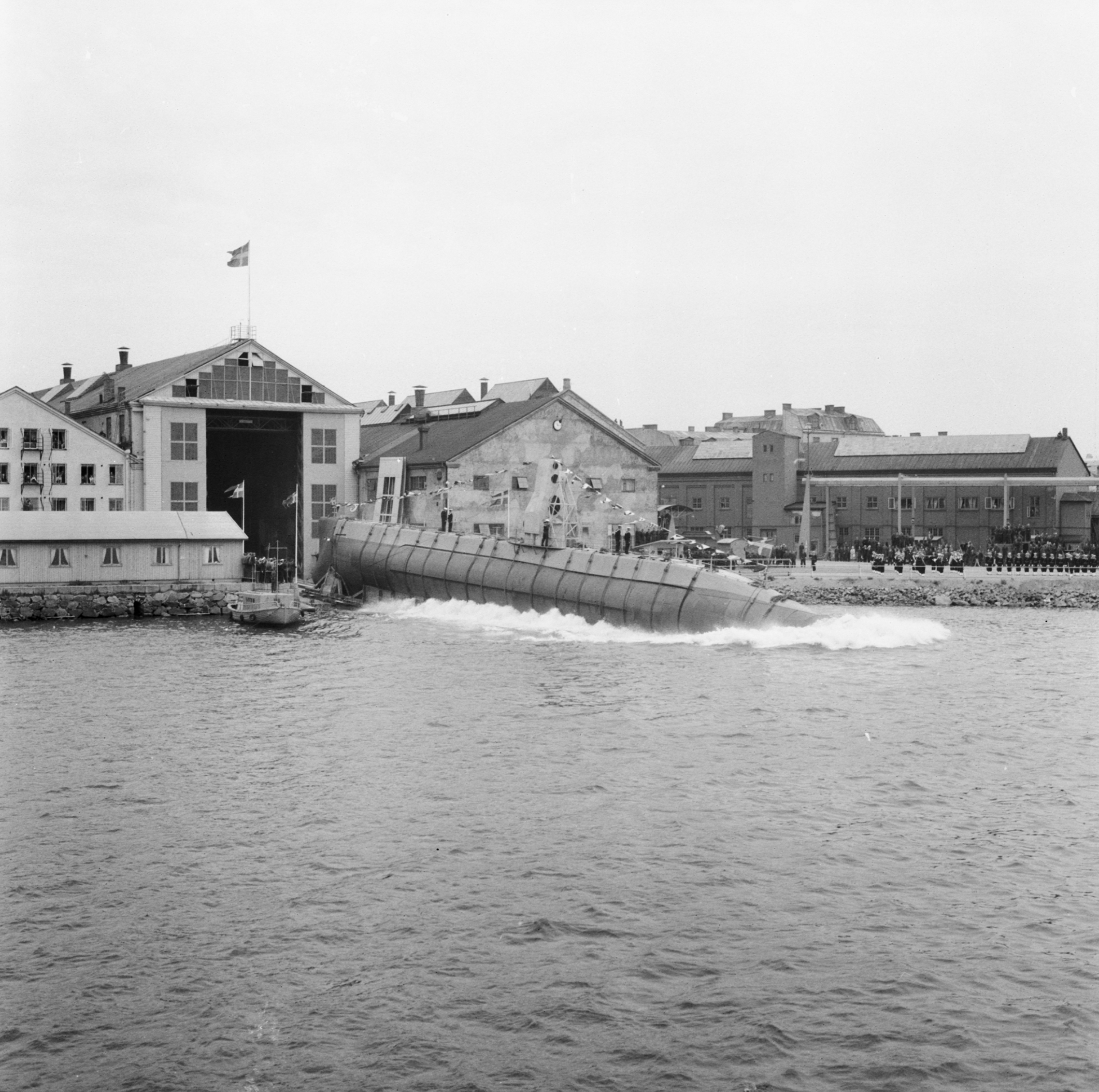
Le HMS Gripen le 31 mai 1960.
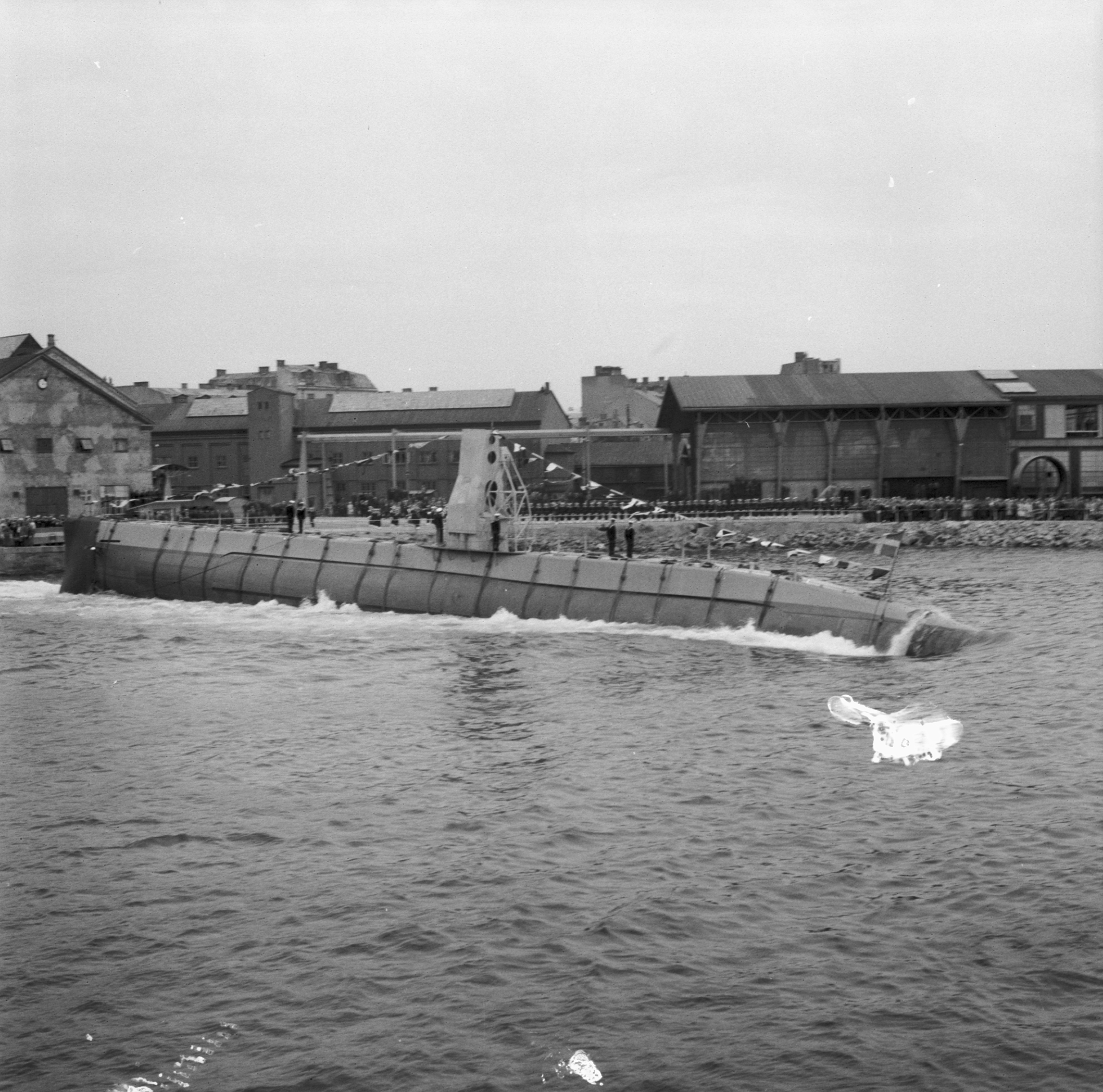
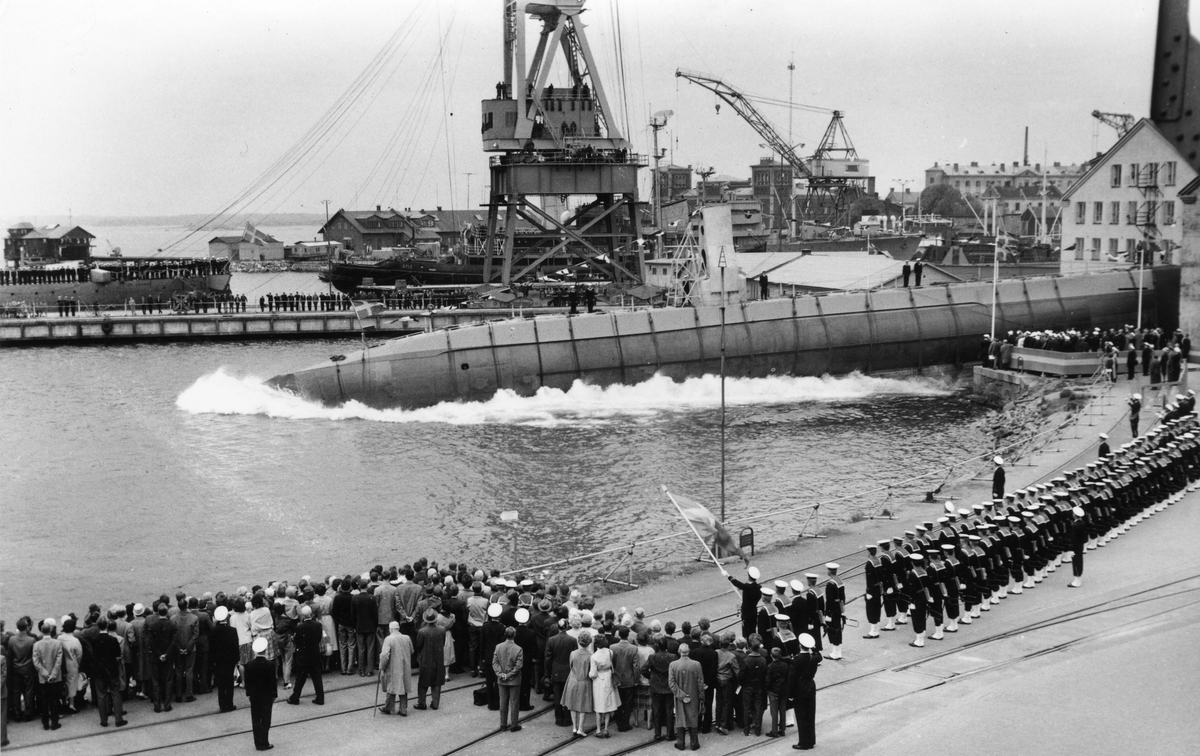
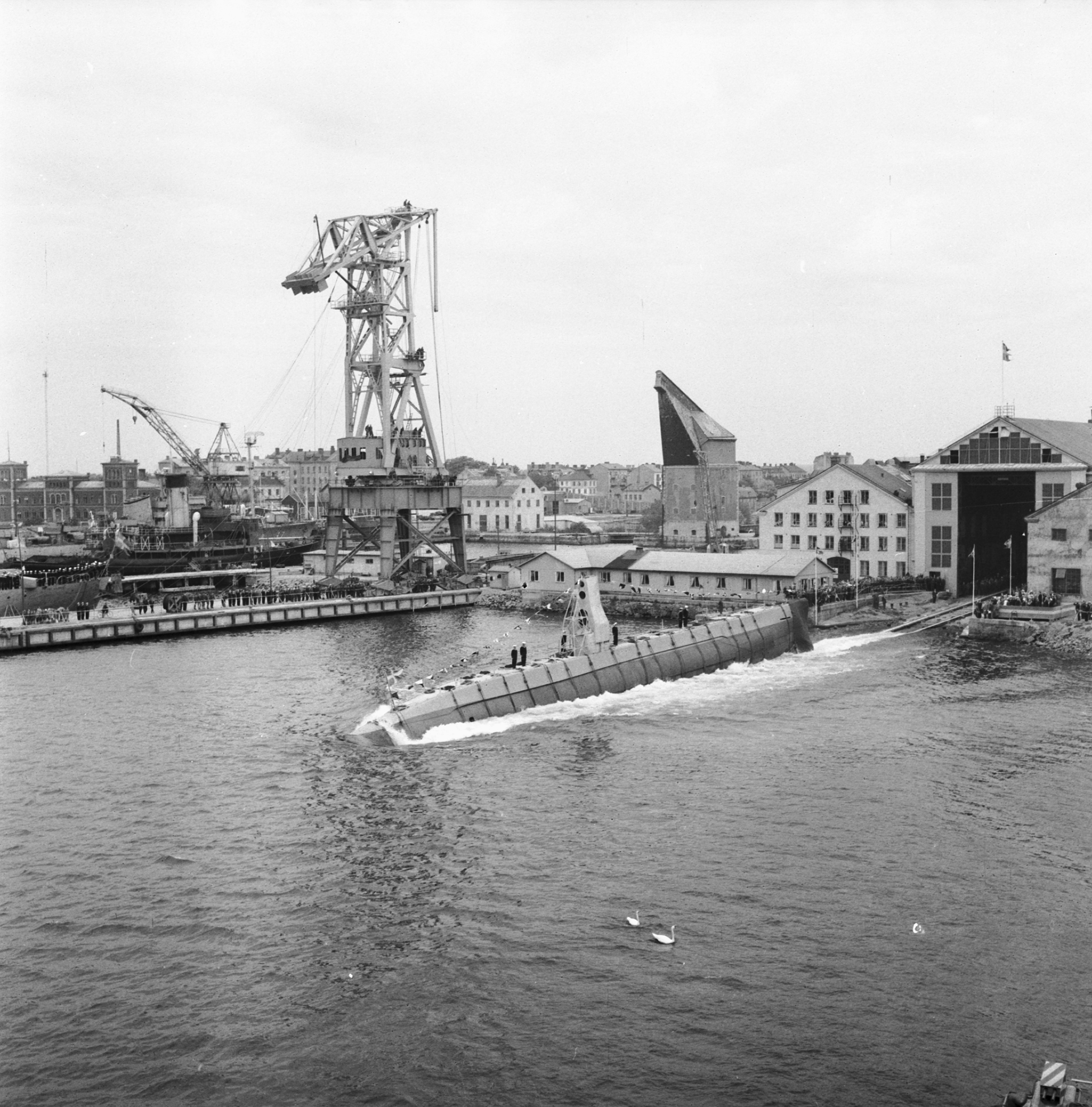